# 1969年盜竊罪法令（北愛爾蘭）
《1969年盜竊罪法令（北愛爾蘭）》（英語：Theft Act (Northern Ireland) 1969；c 16）是北愛爾蘭議會的一項法令，為北愛爾蘭訂定了與英格蘭及威爾斯《1968年盜竊罪法令》相似的刑事法律條文。

## 第1條 - 盜竊罪
本條訂立盜竊罪（theft）。

## 第8條 - 搶劫罪
本條訂立搶劫罪（robbery）。

## 第9條 - 入屋犯法罪
本條訂立入屋犯法罪（burglary）。

## 第10條 - 嚴重入屋犯法罪
本條訂立嚴重入屋犯法罪（aggravated burglary）。

## 第11條 - 從對公眾人士開放的地方取走物品
本條訂立從對公眾人士開放的地方取走物品（removal of articles from places open to the public）的罪行。

## 第13條 - 竊取電力
本條訂立竊取電力（abstracting of electricity）的罪行。

## 第15條 - 以欺騙手段取得財產
本條已廢除。它訂立了以欺騙手段取得財產（obtaining property by deception）的罪行。

## 第15A條 - 以欺騙手段取得轉帳
本條已廢除。它訂立了以欺騙手段取得轉帳（obtaining a money transfer by deception）的罪行。

## 第16條 - 以欺騙手段取得金錢利益
本條已廢除。它訂立了以欺騙手段取得金錢利益（obtaining pecuniary advantage by deception）的罪行。

## 第17條 - 偽造帳目
本條訂立偽造帳目（false accounting）的罪行。

## 第20條 - 勒索罪
本條訂立勒索罪（blackmail）。

## 第21條 - 處理贓物罪
本條訂立處理贓物罪（handling stolen goods）。

## 外部連結
- The Theft Act (Northern Ireland) 1969 （页面存档备份，存于）, as amended from the National Archives.